# Bahnhof Newcastle Central
Der Bahnhof Newcastle Central ist der zentrale Bahnhof von Newcastle upon Tyne.

## Geografische Lage
| \| \| \| East Coast Main Line von Schottland \| \| \| \| \| \| \| \| \| \| Newcastle Central \| \| \| \| \| nach Elswick ehem. Rampe der \| \| \| \| \| Newcastle and Carlisle Railway \| \| \| \| \| King Edward VII Bridge (1906) \| \| \| \| \| High Level Bridge (1849) \| \| \| \| \| Durham Coast Line \| \| \| \| \| \| \| \| \| \| Newcastle and Carlisle Railway \| \| \| \| \| \| \| \| \| \| East Coast Main Line \| \| \| \| \| nach London King’s Cross \| \| \| \| \| \| \| \| Quellen: [1] \| \| \| \| |  |                                     |                                     |
| Strecke |  | East Coast Main Line von Schottland | East Coast Main Line von Schottland |
| Abzweig geradeaus und von links · Strecke von rechts |  |                                     |                                     |
| Bahnhof · Strecke |  | Newcastle Central                   | Newcastle Central                   |
| Abzweig geradeaus und ehemals nach rechts · Strecke |  | nach Elswick ehem. Rampe der        | nach Elswick ehem. Rampe der        |
| Strecke · Strecke |  | Newcastle and Carlisle Railway      | Newcastle and Carlisle Railway      |
| Brücke über Wasserlauf · Strecke |  | King Edward VII Bridge (1906)       | King Edward VII Bridge (1906)       |
| Strecke · Brücke über Wasserlauf |  | High Level Bridge (1849)            | High Level Bridge (1849)            |
| Abzweig geradeaus, nach links und ehemals von links · Abzweig quer, nach links und nach rechts |  | Durham Coast Line                   | Durham Coast Line                   |
| Abzweig geradeaus und nach links · Strecke von rechts |  |                                     |                                     |
| Abzweig quer und von rechts · Kreuzung geradeaus oben · Strecke nach rechts |  | Newcastle and Carlisle Railway      | Newcastle and Carlisle Railway      |
| Strecke nach links · Abzweig geradeaus und von rechts |  |                                     |                                     |
| Strecke |  | East Coast Main Line                | East Coast Main Line                |
| Strecke |  | nach London King’s Cross            | nach London King’s Cross            |
| |  |                                     |                                     |
| Quellen: |  |                                     |                                     |

Der Bahnhof liegt westlich der Burg von Newcastle auf dem nördlichen Hochufer des Flusses Tyne.
Er ist auch ein wichtiger Übergang zum Nahverkehr, dessen schienengebundenes Nahverkehrssystem Tyne and Wear Metro unter der Newcastle Central Station hier einen Tiefbahnhof betreibt.
Fernverbindung bestehen nach London, Edinburgh, Liverpool, Manchester, in die Region West Midlands und nach Süd-West-England. Der Bahnhof liegt auch an den regionalen Bahnstrecken Durham Coast Line und der Newcastle and Carlisle Railway nach Carlisle.

## Geschichte

### Vorgeschichte

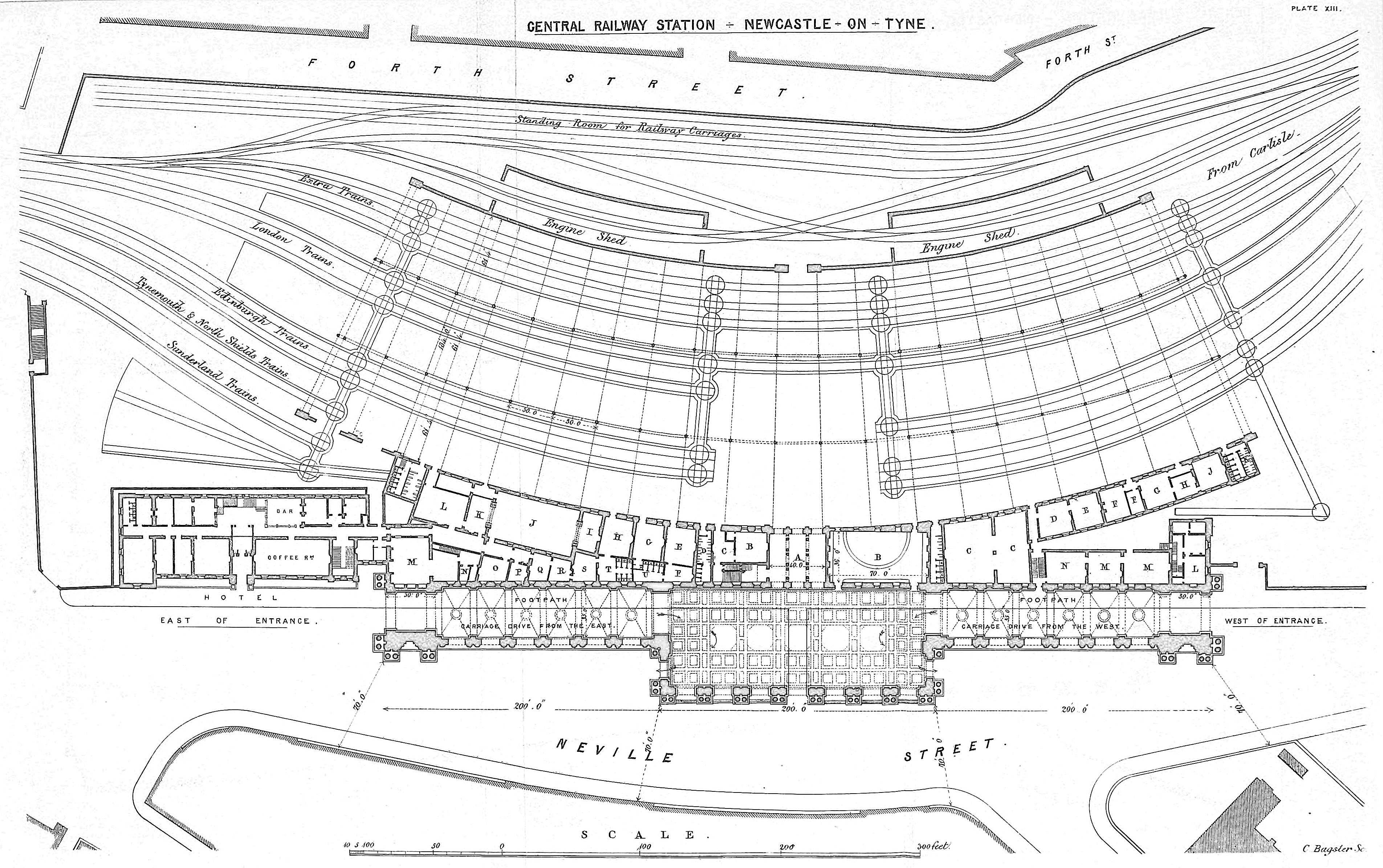
Grundriss und Gleisplan nach dem Entwurf von 1848

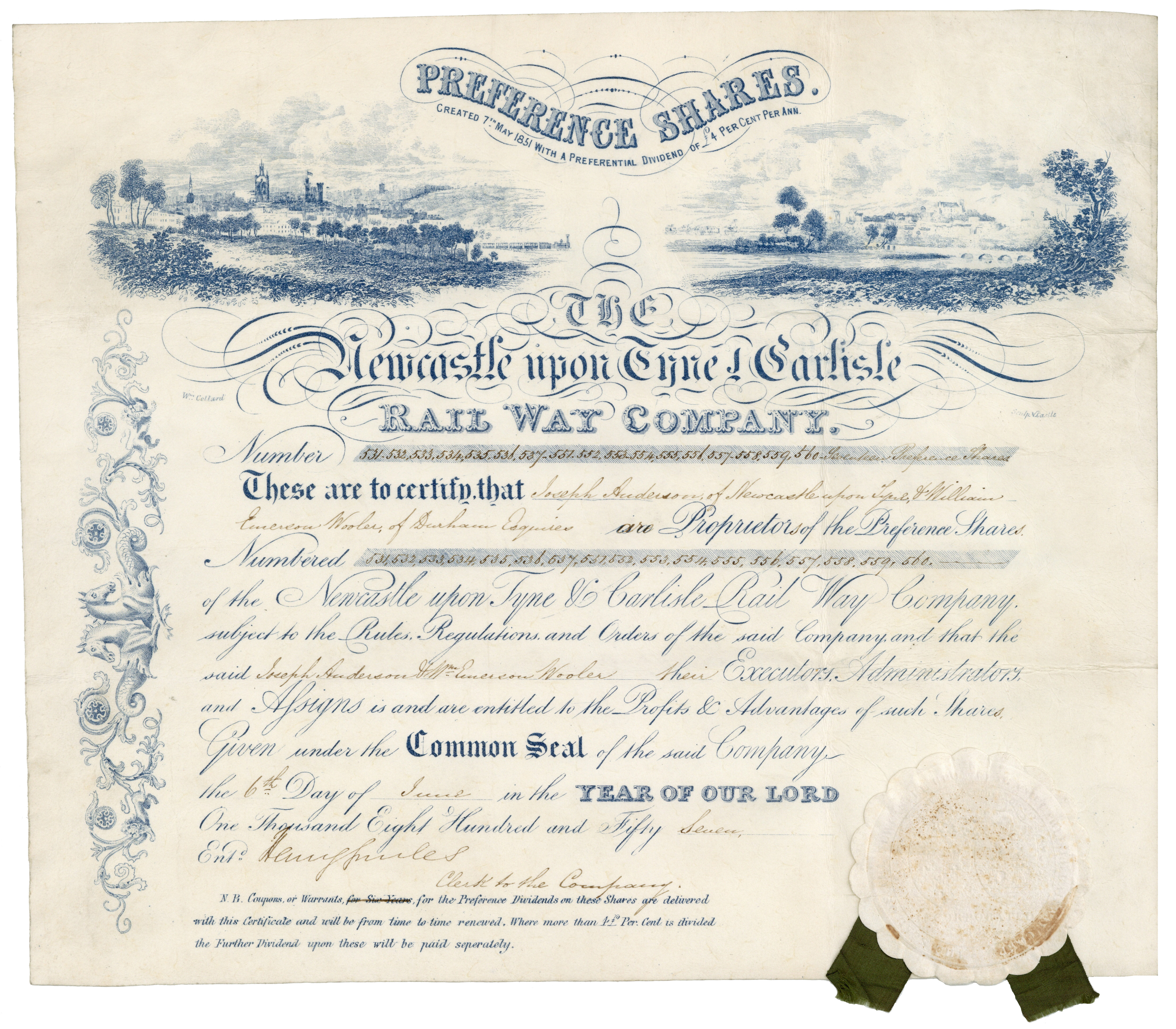
Aktie der Newcastle upon Tyne and Carlisle Railway Company über 17 Preference Shares, ausgestellt am 6. Juni 1857

Ein erster Plan für einen Hauptbahnhof in Newcastle stammt schon von 1836, wurde aber nicht umgesetzt.
Die Newcastle and Carlisle Railway (N&CR) endete damals im Kopfbahnhof Redheugh am Südufer des Tyne. Die York, Newcastle and Berwick Railway (YN&BR) beabsichtigte ihren Bahnhof aber stadtnah am Nordufer zu errichten. Das Hauptproblem, diese beiden Bahnen zu verbinden, bestand in der dafür erforderlichen hohen, langen und damit teuren Brücke, die dafür den Tyne überspannen musste. Um diese Brücke zu vermeiden, wurde erwogen, dass die N&CR den Tyne auf einer niedrigen Brücke überqueren und eine Seilbahn die Verbindung zum hoch gelegenen Bahnhof der YN&BR herstellen sollte. Wegen der abzusehenden betrieblichen Komplikationen wurde der Plan verworfen. Stattdessen wurde eine Brücke über den Tyne ein ganzes Stück flussaufwärts errichtet und die anschließende Strecke mit einer Rampe das Nordufer hinaufgeführt. Die N&CR eröffnete diese Strecke für den Personenverkehr am 1. März 1847. Sie endete zunächst in einem provisorischen Bahnhof.

### Konzept

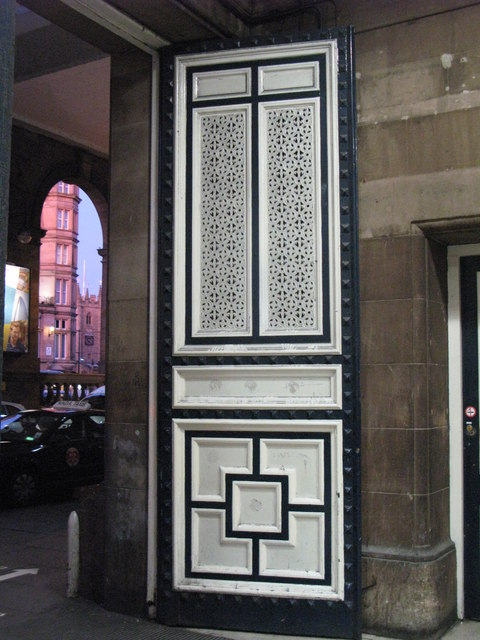
Haupteingang

Ab Februar 1846 drängte die N&CR auf den Bau eines gemeinsamen Bahnhofs für alle Bahngesellschaften, die damals Newcastle anfuhren. Die YN&BR beauftragte den Architekten John Dobson und die Ingenieure Robert Stephenson und Thomas Elliot Harrison mit der Planung und den Arbeiten.
Eng verbunden mit der Planung des neuen Hauptbahnhofs war die Querung des Tyne. Dazu entstand östlich des neuen Bahnhofs die High Level Bridge über den Tyne. Züge, die zwischen Edinburgh und London verkehrten mussten deshalb in Newcastle Central kopfmachen, während die Züge aus Richtung Carlisle von Westen her in den Bahnhof einfuhren. Das stellte zur Zeit des Betriebs mit Dampflokomotiven kein größeres Problem dar, da diese sowieso gewechselt werden mussten.
Das Gelände des Bahnhofs umfasste damals eine Fläche von drei Hektar. Aufgrund der auf beiden Seiten in unterschiedlichem Winkel in den Bahnhof mündenden Strecken wurde er in einem weiten Bogen vor der Neville Street angelegt. Ein durchgehender Bahnsteig von 830 Yards (ca. 760 m) Länge diente mehreren weiteren Gleisen an beiden Enden, die dort endeten. Die Bahnsteigoberkante lag 15 Zoll (38 cm) über den Gleisen. Diese überwölbten drei Tonnendächer mit 60 Fuß (18,3 m) Spannweite. Diese Überdachung war – nach dem Bahnhof Liverpool Lime Street – die zweite in Großbritannien, die gebogene schmiedeeiserne Rippen für ein gewölbtes Glasdach verwendete.
Der Bahnhof wurde mit Gas beleuchtet. Eine elektrische Lichtbogenbeleuchtung wurde zwar erwogen, war aber zu diesem Zeitpunkt für den großen Bahnhofsbereich nicht praktikabel.

### Bau

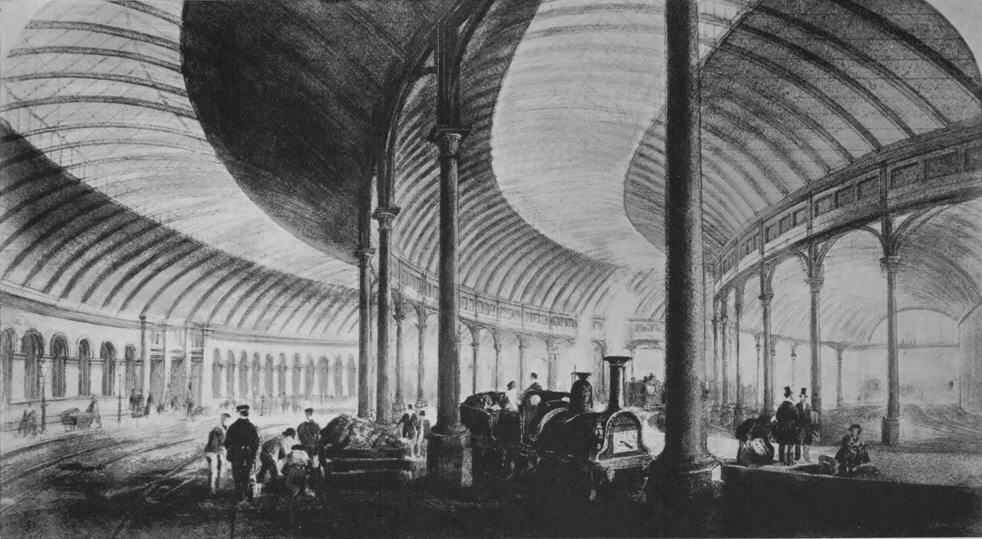
Bahnhofshalle kurz nach der Eröffnung

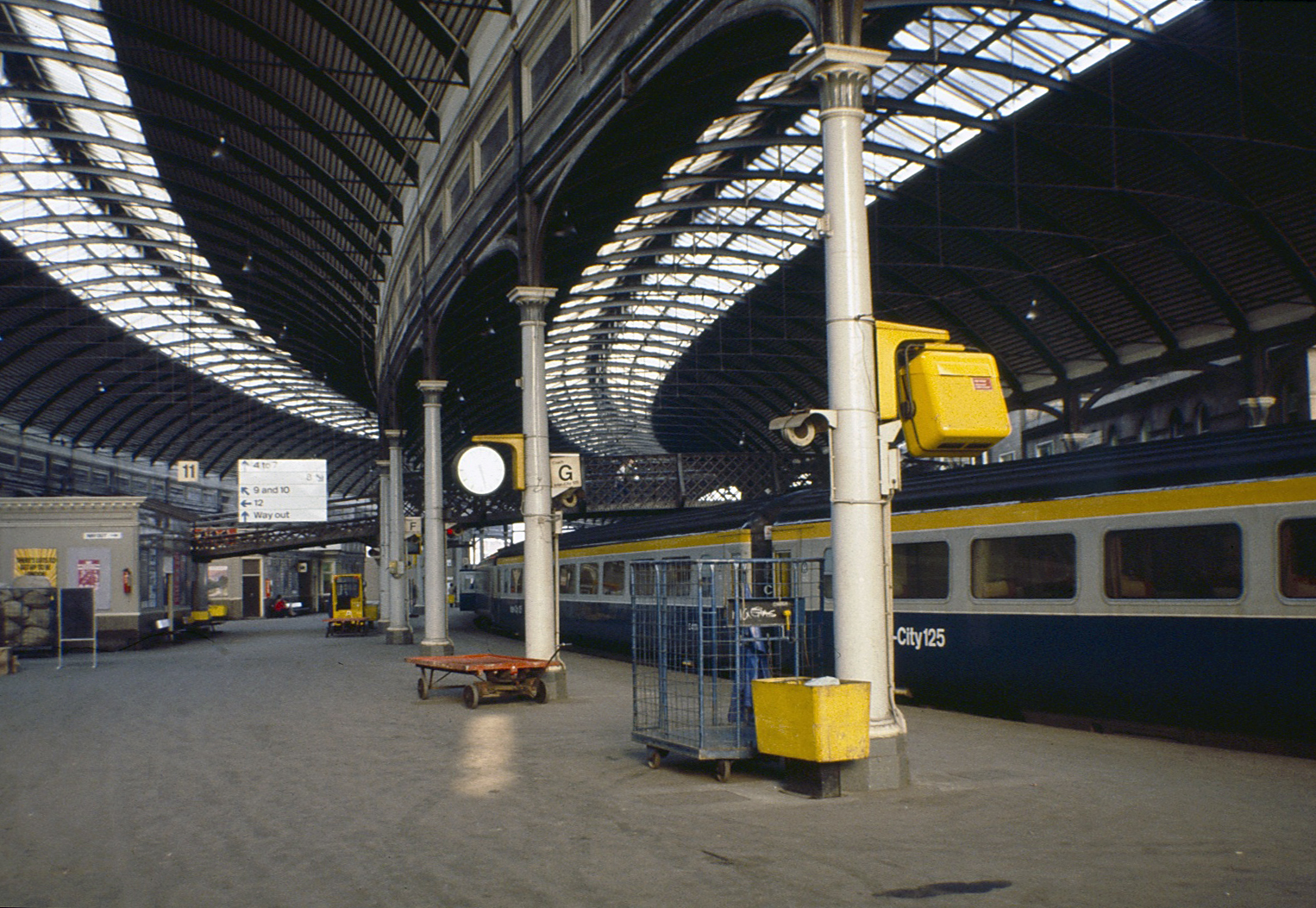
British Rail InterCity im Bahnhof Newcastle Central, 1983

Vor den eigentlichen Bauarbeiten waren auf dem großen Gelände umfangreiche Erdarbeiten erforderlich. Am 7. August 1847 wurde der Auftrag für den Hauptteil der Arbeiten zum Preis von 92.000 £ an einen Generalunternehmer vergeben. Die wirtschaftliche Konjunktur in diesen Jahren stockte, so dass die YN&BR  die ursprüngliche Planung 1849 hinsichtlich der Ausstattung des Empfangsgebäudes und der Bahnanlagen zusammenstrich. Das Empfangsgebäude wurde nach einem „römisch-italienischen Entwurf mit Ornamenten der dorischen Ordnung“ gestaltet.
Am 29. August 1850 weihten Königin Victoria und Prinz Albert den Bahnhof ein, indem sie dort mit dem Hofzug einfuhren. Am folgenden Tag wurde der planmäßige Verkehr aufgenommen.
Den Bahnhof nutzten von Anfang an auch die Züge der früheren Newcastle and North Shields Railway, deren ab 1839 betriebener Endbahnhof am östlich gelegenen Carliol Square aufgegeben wurde. Die N&CR nutzte den neuen Bahnhof ab dem 1. Januar 1851 und gab ihren früheren Endbahnhof in Forth auf.

### Weitere Entwicklung

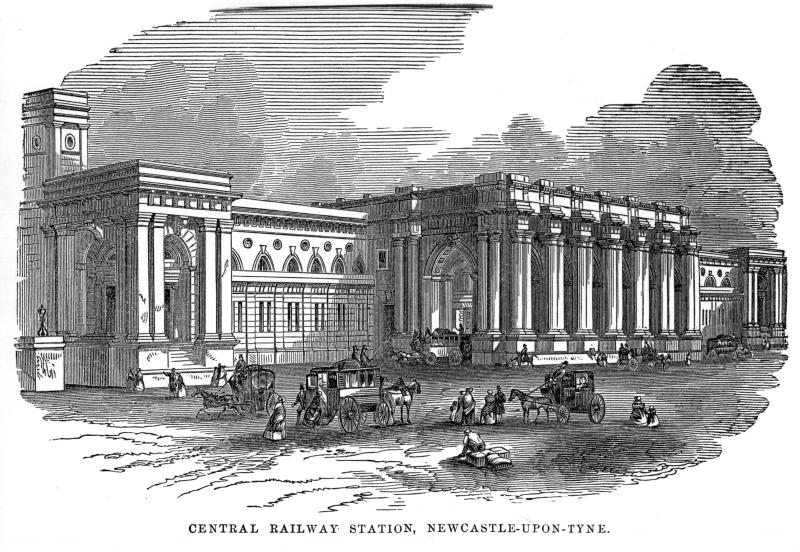
Straßenseitige Front des Empfangsgebäudes, 1867

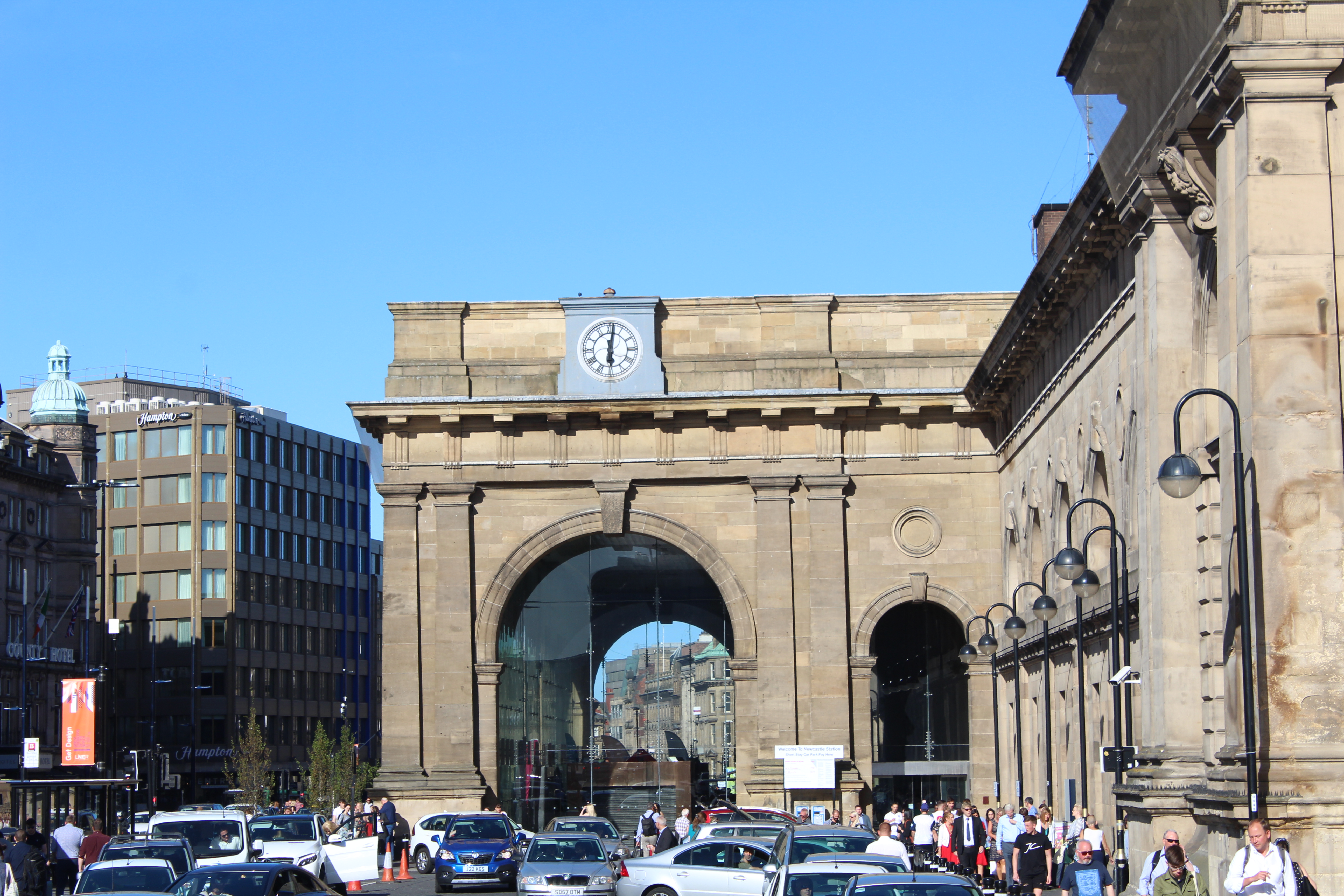
Vorfahrt von 1861, verglast 2014

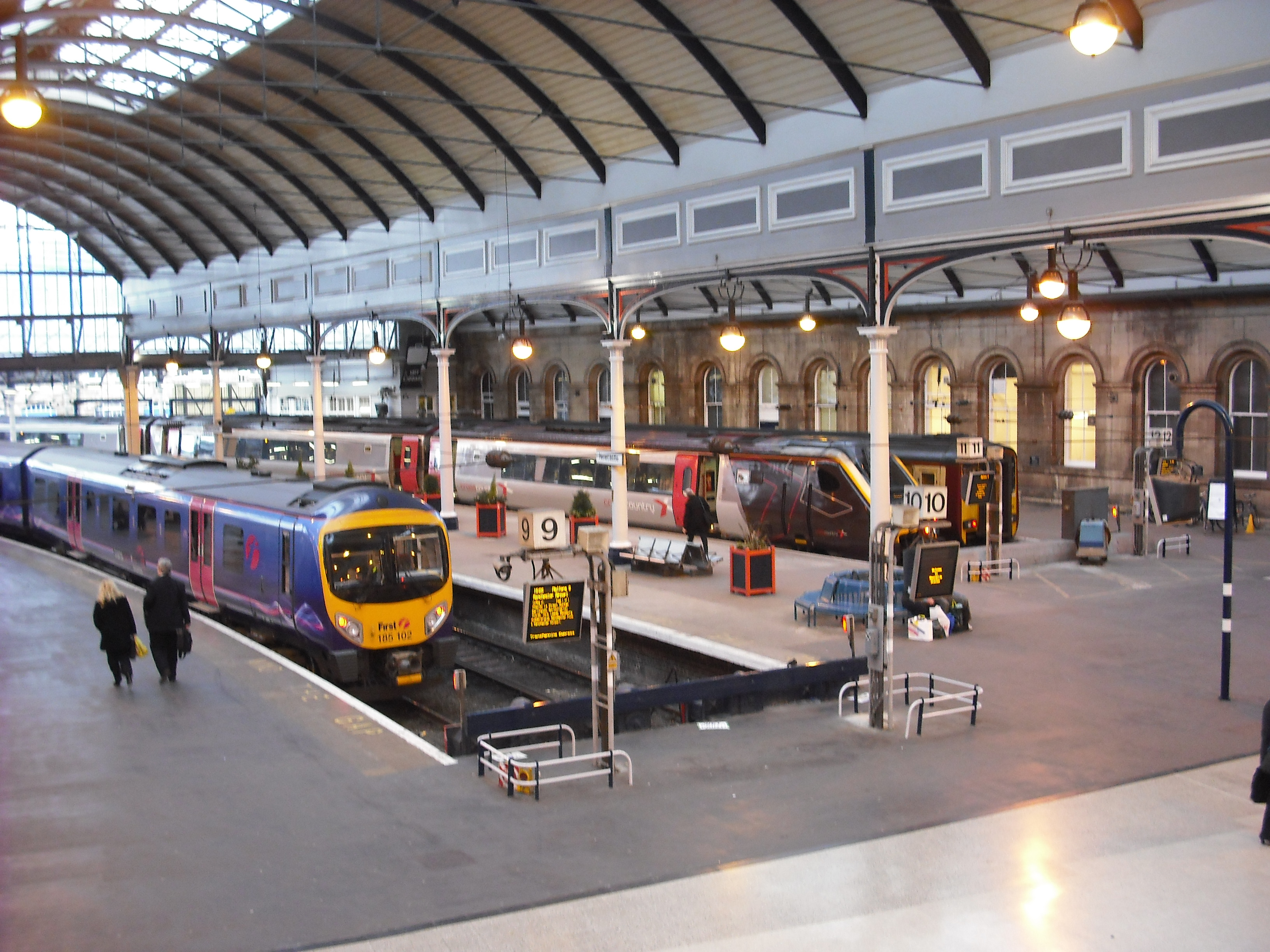
Stumpfgleise der Züge Richtung Westen, 2009

In den 1860er Jahren nahm der Personenzugverkehr beträchtlich zu, vor allem durch die Eröffnung von Nebenbahnen.
1861 wurde dem Bahnhof straßenseitig die überdachte Vorfahrt für Kutschen und Droschken vorgebaut. Das war eine der im ursprünglichen Entwurf vorgesehenen Annehmlichkeiten, die den Sparmaßnahmen von 1849 zum Opfer gefallen war.
Die Zahl der sechs Bahnsteige wurde 1871 auf neun erhöht und dabei ein zusätzlicher durchgehender Inselbahnsteig angelegt, der Platz einnahm, der zuvor zum Abstellen von Wagen genutzt worden war. 1877 erhöhte sich die Zahl der Bahnsteige auf zwölf. Verkehrsaufkommen und Länge der Züge nahmen weiter zu, und es war klar, dass eine größere Erweiterung des Bahnhofs unumgänglich war. Die Stadt Newcastle unterstützte das Vorhaben, da es sie als Wirtschafts- und Verkehrsstandort aufwertete. Die Forth Street wurde nach Süden verlegt, und zwei neue Hallendächer überspannten die südliche Erweiterung des Bahnhofs. Das Dach bedeckte nun eine Fläche von 7½ Hektar. Auch nach Osten wurde der Bahnhof erweitert. Ein ursprüngliches Durchgangsgleis wurde aufgegeben, stattdessen an beiden Bahnsteigenden Stumpfgleise angelegt, so dass es nur noch drei durchgehende Bahnsteiggleise gab. Diese Arbeiten wurden 1894 abgeschlossen. Es gab nun 15 Bahnsteiggleise mit einer Gesamtlänge von etwa einem Kilometer. Die Stumpfgleise am Ostende erhielten einen eigenen Bahnhofsvorplatz, den „Tynemouth Square“. Für den Nahverkehr gab es eine separate Schalterhalle.
1900 begann die North Eastern Railway – in der die YN&BR schon 1854 aufgegangen war –, die Gasbeleuchtung des Bahnhofs durch elektrische Beleuchtung zu ersetzen.
1904 wurden mehrere Vorortstrecken elektrifiziert und erhielten dafür eine dritte, stromführende Schiene. Ab dem 1. Juli 1904 fuhren sie den Hauptbahnhof an, dessen Gleise 1 bis 6 entsprechend ausgestattet waren. Gleis 7 folgte später.
Am 10. Juli 1906 eröffneten König Edward VII. und Königin Alexandra die neue viergleisige King Edward VII Bridge, die den Tyne südwestlich des Bahnhofs überquert. Damit war es nun möglich, dass Züge in der Relation London–Edinburgh den Bahnhof ohne Fahrtrichtungswechsel durchfahren konnten. Der planmäßige Betrieb über die Brücke begann am 1. Oktober 1906.
Am 3. Juli 1961 ereignete sich im Empfangsgebäude ein Großbrand. Das Feuer brach zur Hauptverkehrszeit in einem Kabelschacht aus und setzte das neue Signalsystem des Bahnhofs außer Betrieb. Fast 10.000 Quadratmeter des Bahnhofsdachs wurden zerstört, aber niemand verletzt.
1981 wurden mit Eröffnung der Tyne and Wear Metro viele der herkömmlichen regionalen Eisenbahnlinien ins Umland eingestellt. Dieses veränderte Angebot führte zu deutlich weniger Zügen, die im Bahnhof begannen oder endeten und in der Folge wurden einige der Bahnsteige am Ostende des Bahnhofs aufgegeben und als Parkplätze und für andere Zwecke neu genutzt. Ebenfalls seit 1981 fuhren die Züge von Carlisle nun über die King-Edward-VII-Brücke in den Bahnhof ein.
1991 begann British Rail mit der Elektrifizierung der East Coast Main Line. Die Gelegenheit wurde genutzt, den Bahnhof nach Süden zu erweitern und mehr Durchgangsgleise zu schaffen. Dazu verwendet wurden Bereiche, die zuvor Güterzüge nutzten und seit dem Rückgang des Eisenbahngüterverkehrs nicht mehr gebraucht wurden.
Von 2013 bis 2014 wurde der Bahnhof umfassend modernisiert, wobei der Akzent darauf lag, zusätzliche Flächen für Ladengeschäfte zu schaffen. Dazu wurde auch der Portikus verglast.
Im letzten Betriebsjahr vor der COVID-19-Pandemie (2018/19) nutzten knapp 9 Mio. Reisende den Bahnhof.

## Infrastruktur
Der Bahnhof verfügt heute über 12 oberirdische Bahnsteiggleise. Da die Züge den Tyne westlich des Bahnhofs auf der King Edward VII Bridge und östlich des Bahnhofs auf der High Level Bridge überqueren können und beide Brücken auch am südlichen Ufer des Tyne miteinander verbunden sind, können Züge einen vollständigen Kreis fahren oder bei Bedarf wenden.
Der Bahnhof war bekannt für eine Reihe komplex angeordneter Gleiskreuzungen östlich des Bahnhofs, die den Zugang zur High Level Bridge und zur nordwärts führenden East Coast Main Line ermöglichten. Die Anlage galt als die größte derartige Kreuzung der Welt. Die Gleiskreuzung war ein Motiv vieler Postkarten aus den frühen 1900er Jahren, fotografiert vom Bergfried der Burg in Richtung Bahnhof oder vom Bahnhof in Richtung Burg mit dem Titel „The Largest Railway Crossing in the World“ (Die größte Gleiskreuzung der Welt). Nach der Eröffnung der Tyne and Wear Metro und der der Elektrifizierung der Hauptstrecke wurde die Gleiskreuzung 1988/9 entscheidend vereinfacht
|  |  |  |  |

Das Empfangsgebäude stammt in erheblichen Teilen noch aus der Zeit um 1850 und steht seit 1954 unter Denkmalschutz und zwar heute mit dem höchstmöglichen „Grade I“.

## U-Bahnhof

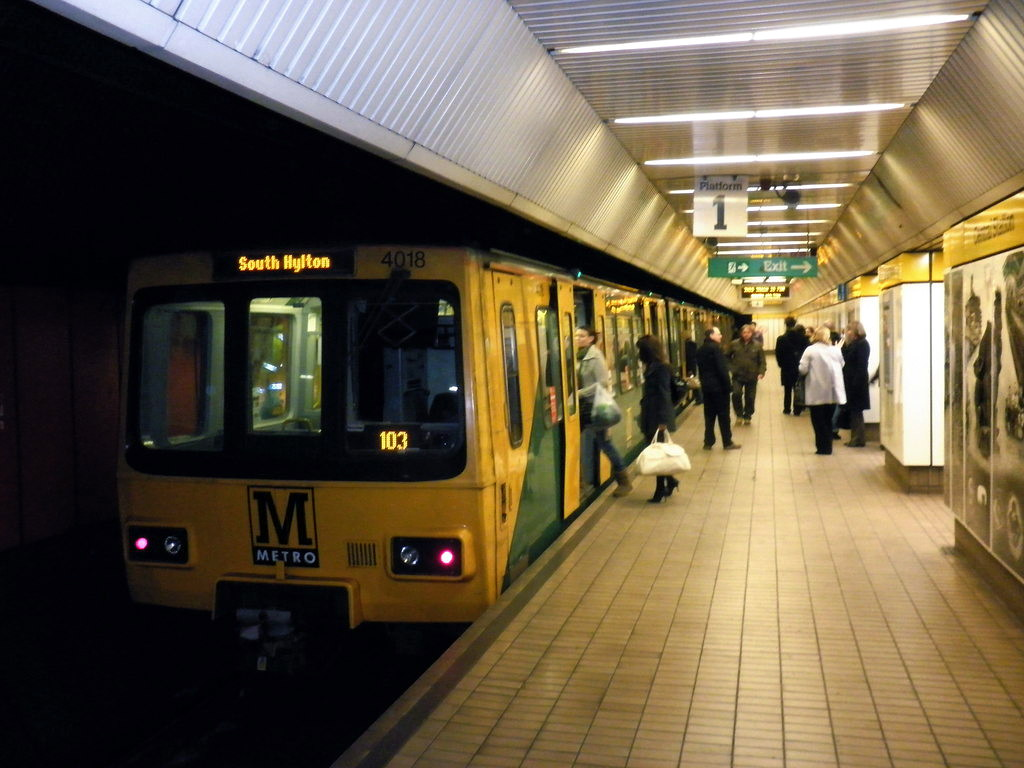
U-Bahnhof Central der Tyne and Wear Metro

Die Tyne and Wear Metro wurde 1980 eröffnet. Sie ersetzte viele der zuvor von British Rail betriebenen Vorortlinien in Tyneside. Der unter dem Hauptbahnhof gelegene U-Bahnhof ist eine von fünf Tunnelstationen der Tyne and Wear Metro, die das Stadtzentrum bedienen, trägt die Bezeichnung „Central“ und verfügt über zwei Bahnsteiggleise. Die Metrostation wurde in den späten 1970er Jahren gebaut und ging 1981 in Betrieb. Ein Teil des Empfangsgebäudes wurde für die Ausschachtungsarbeiten vorübergehend abgetragen und dann wiedererrichtet. „Central“ ist ein Umsteigepunkt zwischen der gelben und der grünen Linie und die letzte Station vor der Überquerung des River Tyne in Richtung Gateshead.

## Planungen
Eine 2015 in Auftrag gegebene Studie kam zu dem Ergebnis, dass die Wiedereinführung eines schienengebundenen Personenverkehrs zwischen Newcastle Central und Ashington unter bestimmten Randbedingungen wirtschaftlich vorteilhaft ist. Das wurde auch seitens des britischen Verkehrsministeriums (Department for Transport) so bewertet. Obwohl inzwischen Mittel für die Planung bewilligt waren, wurde 2021 immer noch über den Umfang des Projekts diskutiert, 2022 auf den Baubeginn gehofft und eine Inbetriebnahme 2024 für möglich gehalten.

## Literatur

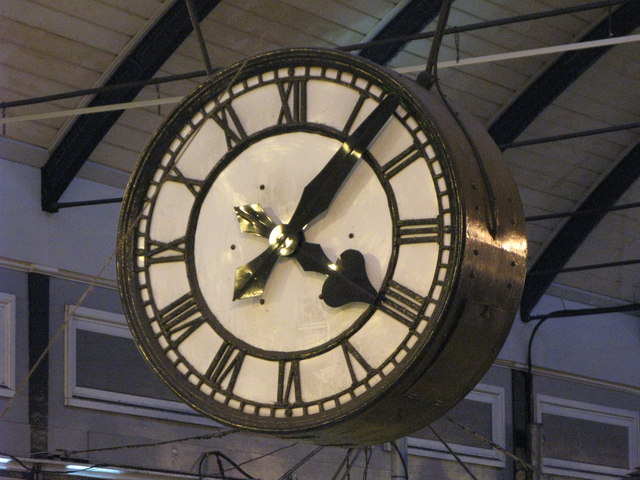
Bahnhofsuhr